# ميتشل ميخائيلس
ميتشل ميخائيلس (بالهولندية: Mitchel Michaelis)‏ هو لاعب كرة قدم هولندي في مركز حراسة المرمى، ولد في 1 يوليو 1993 في Den Helder ‏ في هولندا. لعب مع نادي فولندام.

## وصلات خارجية
- ميتشل ميخائيلس على موقع قاعدة بيانات كرة القدم.إي يو (الإنجليزية)
- ميتشل ميخائيلس على موقع Soccerway.com (الإنجليزية)